# Qinglonghu
Qinglonghu (chinesisch 青龍湖鎮 / 青龙湖镇, Pinyin Qīnglónghú Zhèn) ist eine Großgemeinde im Nordosten des Stadtbezirks Fangshan der chinesischen Hauptstadt Peking. Qinglonghu besitzt eine Fläche von 96 km². Ende 2020 lebten in der Großgemeinde 52.319 Menschen, davon 46.775 registrierte Einwohner, der Rest meist Wanderarbeiter.
1956 wurden bei der damaligen Gemeinde Tuoli Chinas erster Forschungsreaktor, der „Reaktor 101“, und ein Zyklotron mit einem Durchmesser von 1,2 m gebaut. Der damals vom Institut für Atomenergie der Chinesischen Akademie der Wissenschaften betriebene Schwerwasserreaktor war von September 1958 bis Ende 2007 in Betrieb.

## Geschichte

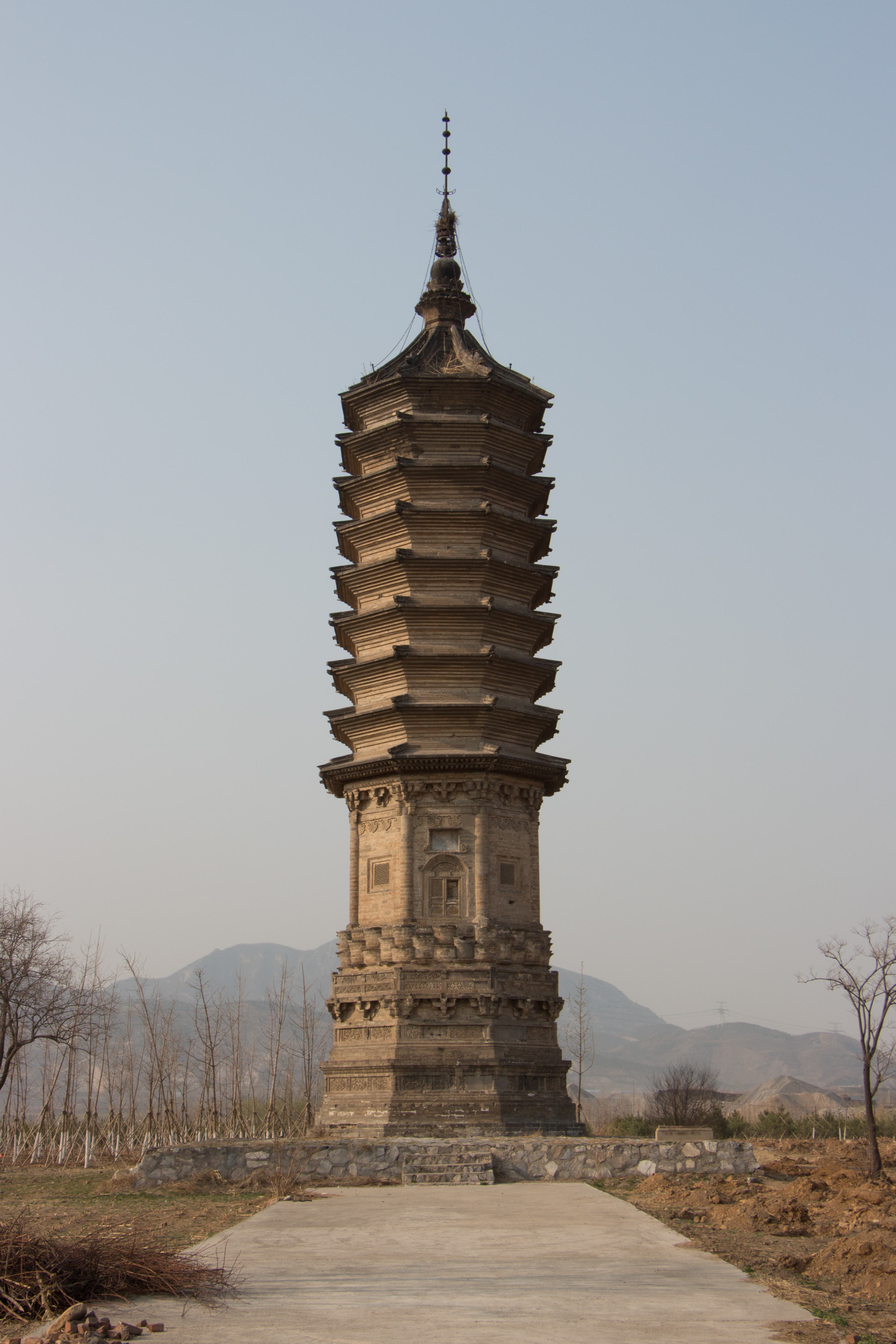
Yao-Guangxiao-Pagode (Ming-Dynastie)

Durch seine Lage am Osthang des Yan-Gebirges hatte das heutige Qinglonghu seit der Sui-Dynastie (581–618) eine hohe strategische Bedeutung – die dortige Garnison schützte den Zugang von Westen zur damaligen Kommandantur Zhuo (涿郡), dem heutigen Peking. Nachdem die Spätere Jin-Dynastie 936 die Sechzehn Präfekturen von Yan-Yun (燕云十六州) entlang der Chinesischen Mauer an die Liao-Dynastie der Kitan abgetreten hatte, wurde etwa sieben Kilometer nordöstlich der heutigen Stadt der buddhistische Changle-Tempel (常乐寺, „Tempel der beständigen Freude“) erbaut, um den sich im weiteren Verlauf ein nach dem Tempel benanntes Dorf bildete. Die Asche des berühmten Mönchs Yao Guangxiao (姚广孝, 1335–1418), Abt des Qingshou-Klosters (庆寿寺) in Peking, ist unter einer 33 m hohen, achteckigen Pagode nördlich des Dorfs begraben. Der Changle-Tempel steht heute unter Denkmalschutz des Stadtbezirks Fangshan, die Pagode ist seit 2013 ein Nationales Kulturdenkmal.
Um den starken Bevölkerungsrückgang während der Yuan-Dynastie und vor allem unter deren letztem Kaiser Toghan Timur wieder auszugleichen, wurden nach dem Regimewechsel ab 1370, dem 3. Jahr der Regierung des Ming-Kaisers Zhu Yuanzhang,
Landwirte des Chong-Clans aus dem Südwesten der Provinz Shanxi in die Gegend zwangsumgesiedelt, um das Ödland wieder zu bebauen. Das von ihnen gegründete Dorf war als „Chonggezhuang“ (崇哥庄, „Dorf der Chong-Brüder“) bekannt und stieg später in gleicher Aussprache aber etwas anderer Schreibweise zur  Gemeinde Chonggezhuang (崇各庄乡) und zum Verwaltungszentrum auf. Die Gemeinde Chonggezhuang gehörte damals zum Kreis Liangxiang (良乡县), heute ein Gebietsbüro des Stadtbezirks Fangshan. 
1957 bis 1960 wurde der Chongqing-Speichersee (崇青水库) mit einer Fläche von 4,5 km² und einem Speichervolumen von 29 Millionen Kubikmeter gebaut. Da Chonggezhuang in der Mitte des geplanten Sees lag, wurde das Verwaltungszentrum zwei Kilometer nach Süden verlegt. Als 1958 die Volkskommune Liangxiang gegründet wurde, die als ehemaliger Kreis ein relativ großes Gebiet umfasste, wurde als untergeordnete Verwaltungseinheit „Arbeitsstation Chonggezhuang“ (崇各庄工作站) eingerichtet; die bisherige Gemeinde Tuoli (坨里乡) wurde ein „Verwaltungsgebiet der Volkskommune Liangxiang“ (良乡人民公社坨里管理区). 1960 wurde Chonggezhuang aus der Volkskommune Liangxiang herausgelöst und als „Volkskommune Chonggezhuang“ selbstständig, ein Jahr später wurde dann auch Tuoli eine eigene Volkskommune. 
Am 28. Juli 1983 wurde der Kreis Fangshan gegründet, die ehemaligen Volkskommunen wurden im Zuge der Reform- und Öffnungspolitik wieder in Gemeinden umgewandelt. Im Dezember 1994 wurde Tuoli zur Großgemeinde erhoben, im März 2000 dann auch Chonggezhuang.
Letztere wurde bei der Verwaltungsreform nach dem Speichersee in Qinglonghu („See des Blauen Drachen“) umbenannt.
Im November 2001 wurde die Großgemeinde Tuoli aufgelöst, das Verwaltungszentrum zum Dorf herabgestuft und zusammen mit den anderen ihm ehemals unterstehenden Dörfern der Großgemeinde Qinglonghu unterstellt.

## Administrative Gliederung
Qinglonghu setzt sich aus drei Einwohnergemeinschaften und 32 Verwaltungsdörfern zusammen. Diese sind:
Einwohnergemeinschaft Beijing Haoyu Jingqiang Zementfabrik (北京昊煜京强水泥厂社区)
Einwohnergemeinschaft Jingmei Group Chemiefabrik (京煤集团化工厂社区)
Einwohnergemeinschaft Yiqingjie (宜青街社区), Regierungssitz der Großgemeinde
Dorf Beicheying (北车营村)
Dorf Beiliuzhuang (北刘庄村)
Dorf Beisiwei (北四位村)
Dorf Changlesi (常乐寺村)
Dorf Chonggezhuang (崇各庄村)
Dorf Dama (大马村)
Dorf Dayuan (大苑村)
Dorf Dayuanshang (大苑上村)
Dorf Dougezhuang (豆各庄村)
Dorf Gangshang (岗上村)
Dorf Guogezhuang (果各庄村)
Dorf Jiaogezhuang (焦各庄村)
Dorf Koutou (口头村)
Dorf Lushangfen (芦上坟村)
Dorf Majiagou (马家沟村)
Dorf Manshuihe (漫水河村)
Dorf Miao’ergang (庙耳岗村)
Dorf Nansiwei (南四位村)
Dorf Nanguan (南观村)
Dorf Qinglongtou (青龙头村)
Dorf Shawo (沙窝村)
Dorf Shangwan (上万村)
Dorf Shiti (石梯村)
Dorf Shuiyu (水峪村)
Dorf Tuoli (坨里村)
Dorf Xishifu (西石府村)
Dorf Xizhuanghu (西庄户村)
Dorf Xiaoma (小马村)
Dorf Xiaoyouying (晓幼营村)
Dorf Xiaoyuanshang (小苑上村)
Dorf Xinkaikou (辛开口村)
Dorf Xinzhuang (辛庄村)

## Verkehrsanbindung

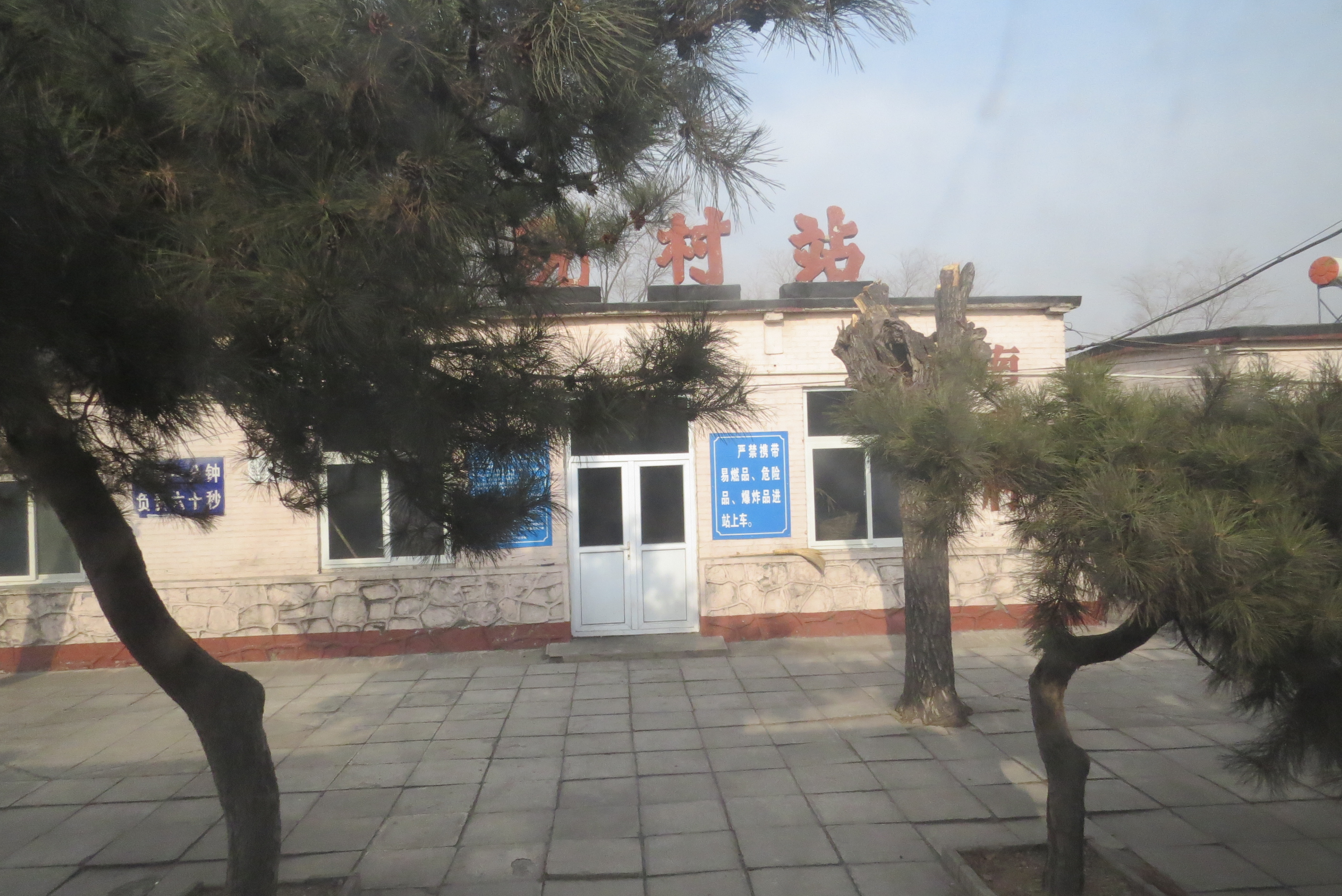
Bahnhof Nanguan

Durch den Norden und Westen der Großgemeinde verläuft die Bahnstrecke Peking–Yuanping nach Shanxi. Die 418 km lange, durch gebirgiges Gelände mit zahlreichen Tunneln verlaufende Strecke  wurde von den Eisenbahntruppen der Volksbefreiungsarmee (中国人民解放军铁道兵), einer Pioniereinheit, zwischen November 1965 und Oktober 1971 gebaut und 1973 über die gesamte Länge für den öffentlichen Verkehr freigegeben.
Personenzüge halten im Gemeindegebiet sechsmal pro Tag an den 1969 erbauten Bahnhöfen Nanguan und Shangwan.
Die Nationalstraße 234 von Xinglong nördlich von Peking nach Yangjiang in der südlichen Küstenprovinz Guangdong durchquert das westliche Gemeindegebiet in Nord-Süd-Richtung. Über diese Straße besteht nördlich der Gemeinde auch Anschluss an die Nationalstraße 108 von Peking nach Kunming, Provinz Yunnan. Durch den östlichen Teil des Gemeindegebiets verläuft in Nord-Süd-Richtung die 6. Ringstraße, der zweitäußerste Autobahnring Pekings. Eine Abfahrt besteht beim Dorf Dayuan. Von der Nationalstraße 234 abzweigend verläuft die Staatsstraße S328 in Ost-West-Richtung durch den nördlichen Teil des Gemeindegebiets und verbindet es mit Liangxiang.